# Judith Baumeyer
Judith Baumeyer (* 2. November 1976) ist eine Schweizer Badmintonspielerin. 

## Karriere
Judith Baumeyer gewann 1998 ihren ersten nationalen Titel in der Schweiz. Fünf weitere Titel folgten bis 2003. 1999 und 2003 nahm sie an den Weltmeisterschaften teil. Im letztgenannten Jahr siegte sie auch bei den Peru International.

## Sportliche Erfolge
| Saison | Veranstaltung                          | Disziplin   | Platz | Name                                |
| ------ | -------------------------------------- | ----------- | ----- | ----------------------------------- |
| 1994   | Schweizer Meisterschaften der Junioren | Dameneinzel | 1     | Judith Baumeyer                     |
| 1994   | Schweizer Meisterschaften der Junioren | Damendoppel | 1     | Celine Perret / Judith Baumeyer     |
| 1995   | Schweizer Meisterschaften der Junioren | Dameneinzel | 1     | Judith Baumeyer                     |
| 1995   | Schweizer Meisterschaften der Junioren | Damendoppel | 1     | Celine Perret / Judith Baumeyer     |
| 1998   | Schweizer Einzelmeisterschaften        | Damendoppel | 1     | Santi Wibowo / Judith Baumeyer      |
| 1999   | Weltmeisterschaft                      | Dameneinzel | 33    | Judith Baumeyer                     |
| 1999   | Schweizer Einzelmeisterschaften        | Damendoppel | 1     | Santi Wibowo / Judith Baumeyer      |
| 2001   | Schweizer Einzelmeisterschaften        | Dameneinzel | 1     | Judith Baumeyer                     |
| 2001   | Schweizer Einzelmeisterschaften        | Damendoppel | 1     | Judith Baumeyer / Santi Wibowo      |
| 2002   | Schweizer Einzelmeisterschaften        | Damendoppel | 1     | Santi Wibowo / Judith Baumeyer      |
| 2003   | Weltmeisterschaft                      | Damendoppel | 17    | Judith Baumeyer / Fabienne Baumeyer |
| 2003   | Peru International                     | Damendoppel | 1     | Judith Baumeyer / Fabienne Baumeyer |
| 2003   | Schweizer Einzelmeisterschaften        | Damendoppel | 1     | Fabienne Baumeyer / Judith Baumeyer |